# All My Days
All My Days is een nummer van de Nederlandse singer-songwriter Lucky Fonz III uit 2007. Het is afkomstig van zijn tweede studioalbum Life Is Short.
"All My Days" kent een vrolijk en optimistisch geluid. In het nummer zingt de liedverteller dat hij door dik en dun van zijn geliefde zal blijven houden. Ondanks het hitgevoelige geluid, bereikte het nummer de Nederlandse hitparades niet.

## Tracklijst
Cd-single
1. "All My Days" - 2:23